# دييغو لارا
دييغو لارا (بالإسبانية: Diego Lara)‏ هو رسام ومصمم جرافيك إسباني، ولد في 1946 في مدريد في إسبانيا، وتوفي بنفس المكان في 1990.